# Crannes-en-Champagne
Crannes-en-Champagne és un municipi francès situat al departament del Sarthe i a la regió de País del Loira. L'any 2007 tenia 353 habitants.

## Demografia

### Població
El 2007 la població de fet de Crannes-en-Champagne era de 353 persones. Hi havia 126 famílies de les quals 32 eren unipersonals (16 homes vivint sols i 16 dones vivint soles), 37 parelles sense fills, 53 parelles amb fills i 4 famílies monoparentals amb fills.
La població ha evolucionat segons el següent gràfic:
Habitants censats

### Habitatges
El 2007 hi havia 169 habitatges, 131 eren l'habitatge principal de la família, 17 eren segones residències i 20 estaven desocupats. 167 eren cases i 2 eren apartaments. Dels 131 habitatges principals, 112 estaven ocupats pels seus propietaris, 15 estaven llogats i ocupats pels llogaters i 4 estaven cedits a títol gratuït; 2 tenien una cambra, 8 en tenien dues, 22 en tenien tres, 32 en tenien quatre i 68 en tenien cinc o més. 96 habitatges disposaven pel capbaix d'una plaça de pàrquing. A 52 habitatges hi havia un automòbil i a 71 n'hi havia dos o més.

### Piràmide de població
La piràmide de població per edats i sexe el 2009 era:
| Homes | Edats   | Dones |
| ----- | ------- | ----- |
| 0     | 95 o +  | 0     |
| 0     | 90 a 94 | 0     |
| 0     | 85 a 89 | 4     |
| 4     | 80 a 84 | 0     |
| 8     | 75 a 79 | 4     |
| 0     | 70 a 74 | 12    |
| 8     | 65 a 69 | 0     |
| 8     | 60 a 64 | 8     |
| 12    | 55 a 59 | 4     |
| 12    | 50 a 54 | 8     |
| 8     | 45 a 49 | 8     |
| 8     | 40 a 44 | 8     |
| 8     | 35 a 39 | 12    |
| 16    | 30 a 34 | 16    |
| 12    | 25 a 29 | 8     |
| 8     | 20 a 24 | 12    |
| 4     | 15 a 19 | 8     |
| 8     | 10 a 14 | 12    |
| 12    | 5 a 9   | 8     |
| 16    | 0 a 4   | 12    |

## Economia
El 2007 la població en edat de treballar era de 221 persones, 179 eren actives i 42 eren inactives. De les 179 persones actives 169 estaven ocupades (93 homes i 76 dones) i 10 estaven aturades (7 homes i 3 dones). De les 42 persones inactives 10 estaven jubilades, 15 estaven estudiant i 17 estaven classificades com a «altres inactius».

### Ingressos
El 2009 a Crannes-en-Champagne hi havia 133 unitats fiscals que integraven 356,5 persones, la mediana anual d'ingressos fiscals per persona era de 17.766 €.

### Activitats econòmiques
Dels 7 establiments que hi havia el 2007, 1 era d'una empresa de construcció, 1 d'una empresa de comerç i reparació d'automòbils, 1 d'una empresa de transport, 1 d'una empresa d'hostatgeria i restauració, 1 d'una empresa financera, 1 d'una empresa de serveis i 1 d'una empresa classificada com a «altres activitats de serveis».
Dels 2 establiments de servei als particulars que hi havia el 2009, 1 era una empresa de construcció i 1 restaurant.
L'únic establiment comercial que hi havia el 2009 era una floristeria.
L'any 2000 a Crannes-en-Champagne hi havia 14 explotacions agrícoles que ocupaven un total de 1.001 hectàrees.

## Poblacions més properes
El següent diagrama mostra les poblacions més properes.